# Mike Haustein
Mike Haustein (* 30. April 1974 in Zwickau) ist ein deutscher Chemiker und Heimatforscher.

## Leben
Haustein absolvierte von 1992 bis 1997 ein Studium der Anorganischen Chemie an der TU Bergakademie Freiberg. Anschließend war er bis 2004 Wissenschaftlicher Mitarbeiter am dortigen Institut für Anorganische Chemie. Zur Thematik Lumineszensdatierungen an historischen Metallhüttenschlacken wurde er dort 2002 zum Dr. rer. nat. promoviert. Seine Dissertation wurde von Gerhard Roewer, Ernst Pernicka und Günther A. Wagner begutachtet. Während einer Tätigkeit als Post-Doktorand am Curt-Engelhorn-Zentrum Archäometrie in Mannheim, wo er am Forschungsprojekt »Aufbruch zu neuen Horizonten – die Funde von Nebra und ihre Bedeutung für die Bronzezeit Europas« beteiligt war, verfasste er seine Habilitationsschrift zur Thematik Istotopengeochemische Untersuchungen zu möglichen Zinnquellen der Bronzezeit Mitteleuropas. Diese verteidigte er 2011 an der Eberhard-Karls-Universität Tübingen, an der er von 2008 bis 2010 als Honorardozent tätig war.
Seit 2010 arbeitet Haustein für die Nickelhütte Aue in Aue (Sachsen), wo er die Abteilung Hydrometallurgie leitet. Bereits in seinem ersten Arbeitsjahr verfasste er die Festschrift Das Erbe des Blaufarbenwerks 1635–2010, in der er auf die 375-jährige Geschichte des traditionsreichen Standorts der Blaufarbenherstellung und Buntmetallurgie zurückblickt. Zum sächsischen Kobalt- und Blaufarbenwesen publizierte er 2020 im Mitteldeutschen Verlag eine Gesamtdarstellung, in der er Geschichte und Technologien dieses montanistischen Industriezweiges vorstellt, aber auch die erhaltenen Denkmale inventarisiert. Für dieses Buch wurde er im November 2020 mit dem dritten Preis beim Sächsischen Landespreis für Heimatforschung ausgezeichnet.
Er ist Vorsitzender des Fördervereins zur Erhaltung des zum UNESCO-Weltkulturerbe Montanregion Erzgebirge/Krušnohoří gehörenden Schindlerschen Blaufarbenwerks.

## Schriften (Auswahl)
- Lumineszensdatierungen an historischen Metallhüttenschlacken, Diss. TU Bergakademie Freiberg 2002, DNB 965028917
- Clemens Winkler: Chemie war sein Leben, Deutsch, Frankfurt am Main 2004, ISBN 978-3-8171-1728-4
- Das Erbe des Blaufarbenwerks 1635–2010: Impressionen aus 375 Jahren Geschichte der Nickelhütte Aue, Nickelhütte Aue, Aue 2010, ISBN 978-3-931770-88-4
- Istotopengeochemische Untersuchungen zu möglichen Zinnquellen der Bronzezeit Mitteleuropas (= Forschungsberichte des Landesmuseums für Vorgeschichte Halle Band 3), Landesamt für Denkmalpflege und Archäologie Sachsen-Anhalt, Landesmuseum für Vorgeschichte, Halle 2013, ISBN 978-3-939414-99-5
- Das sächsische Kobalt- und Blaufarbenwesen: Geschichte, Technologien und Denkmale, Mitteldeutscher Verlag, Halle 2020, ISBN 978-3-96311-438-0